# My Talking Tom

My Talking Tom

My Talking Tom, és una franquícia iniciada el 2010. La franquícia és distribuïda per l'empresa Outfit7. El primer joc es va llançar a App Storey Google Play el 22 de juliol de 2010. El 14 de novembre de 2013, Talking Tom es va rellançar com My Talking Tom. I l'últim joc Talking Tom: Bubble Shooter es llançà el 12 de novembre del 2015 a App Store i Google Play.